# 李幼貞
李幼貞（韓語：이유진，1977年1月8日—），韓國女演員、模特兒，父親為美國人。

## 演出作品

### 電視劇
- 2001年：SBS 《美麗的日子》 飾演 姜羅萊
- 2003年：SBS 《太陽深處》 飾演 劉寶娜
- 2004年：MBC《火鳥》飾演 南福子
- 2004年：SBS《選擇（朝鲜语：선택 (드라마)）》飾演 李道熙
- 2009年：SBS《兩個妻子》飾演 趙美美
- 2015年：MBN《因為是媽媽所以沒關係（朝鲜语：엄마니까 괜찮아）》
- 2018年：SBS《江南醜聞》飾演 崔瑞亨

### 電影
- 2004年：《How To Keep My Love》
- 2004年：《Don't Tell Papa》
- 2007年：《Mapado 2》（客串）

## 外部連結
- 李幼貞的X（前Twitter）